# 彼女たちの結婚
『彼女たちの結婚』（かのじょたちのけっこん 、英称:Leurs Manages）は、1997年1月9日から3月20日まで毎週木曜日22:00 - 22:54に、フジテレビ系の「木曜劇場」枠で放送された日本のテレビドラマ。2020年現在、映像ソフト化はされていない。

## あらすじ
マクドナルドの店長を務めるキリコ（鈴木京香）は29歳。ある日、参列した友人の結婚式場で、見知らぬ男性から「近藤むつみという女性に渡して欲しい」と手紙を受け取る。むつみ（松本明子）はその日、同じ式場で式を挙げる花嫁だった。そしてその男性は彼女の婚約者…つまりむつみは式の当日に花婿に逃げられたのであった。

## キャスト
- 高畑キリコ(29)：鈴木京香
- 近藤むつみ(29)：松本明子
- 中平操(23)    ：稲森いずみ
- 浅野達也(29)  ：沢村一樹
- 望月陸(25)    ：細川茂樹
- 末成編集長(40)：山崎一
- 仲西義人(28)  ：入江雅人
- 殿山豊(31)    ：井田州彦
- 吉村由紀(24)  ：櫻井淳子
- 柏木澄子(65)  ：佐々木すみ江
- 林圭子(29)    ：伊藤かずえ
- 柏木亮平(41)  ：内藤剛志
- 鶴田忍
- 大林丈史
- 須永慶

## スタッフ
- 原案・脚本：田渕久美子　
  - 『彼女たちの結婚』角川書店、1997年3月。ISBN 978-4048730297。
- 脚本：川嶋澄乃、田渕高志
- 企画：石原隆
- プロデュース：森谷雄
- 演出：木下高男、西前俊典
- 制作：フジテレビ、共同テレビ

## テーマ曲
- 主題歌 globe『FACE』

制作サイドは小室哲哉に「アバの『ダンシング・クイーン』のような曲をお願いします」と依頼したが、何故かこのような曲が出来た。
- 挿入歌 ポーリン・ウイルソン『ONLY YOU』

## 放送日程
| 各話   | 放送日        | サブタイトル     | 視聴率 |
| ------ | ------------- | ---------------- | ------ |
| 第1話  | 1997年1月09日 | 瀬戸際ですか?    | 16.3%  |
| 第2話  | 1997年1月16日 | 相手はいますか   | 13.8%  |
| 第3話  | 1997年1月23日 | あきらめない女   | 14.2%  |
| 第4話  | 1997年1月30日 | 裏切り           |        |
| 第5話  | 1997年2月06日 | プロポーズです   | 15.1%  |
| 第6話  | 1997年2月13日 | 運命を信じる     | 13.6%  |
| 第7話  | 1997年2月20日 | 彼の親に会う     | 12.3%  |
| 第8話  | 1997年2月27日 | 突然のプロポーズ | 13.0%  |
| 第9話  | 1997年3月06日 | マリッジブルー   | 13.4%  |
| 第10話 | 1997年3月13日 | サヨナラ         | 13.8%  |
| 最終話 | 1997年3月20日 | 約束             | 15.5%  |

平均視聴率 15.3%（視聴率は関東地区・ビデオリサーチ社調べ）
なお、フジテレビは1997年3月10日に新宿区河田町から港区台場に本社を移転したため、第10話と最終話は台場本社から送出された。

## 関連商品
- 『彼女たちの結婚 オリジナル・サウンドトラック』(ポニーキャニオン)　1997年2月21日発売。

| フジテレビ 木曜劇場 | フジテレビ 木曜劇場 | フジテレビ 木曜劇場 |
| 前番組              | 番組名              | 次番組              |
| ------------------- | ------------------- | ------------------- |
| ドク                | 彼女たちの結婚      | ミセスシンデレラ    |